# Monaci
Monaci (voluit Isole/Isolotti Monaci, letterlijk "monnikeneilanden", of Isolotti Sperduti, letterlijk "verloren eilanden") is de naam voor enkele kleine rotseilandjes in de La Maddalena-archipel voor de kust van het Italiaanse eiland Sardinië.
De eilandjes, bestaande uit graniet met een deklaag schist, liggen ongeveer tweeënhalve kilometer ten oosten van Punta Coticcio, het meest oostelijke punt van Caprera.
Op het grootste, meest zuidelijke eiland staat een zestien meter hoge vuurtoren. Wanneer deze vuurtoren met witgeschilderde muren gebouwd is, is niet precies bekend. De vuurtoren zendt iedere vijf seconden een lichtflits uit, wit of rood van kleur, afhankelijk van de richting.
De IOTA-aanduiding van Monaci is, zoals voor de meeste andere eilanden in de La Maddalena-archipel, EU-041. De Italian Islands Award-referentie (I.I.A., gegeven aan natuurlijke eilanden) was SS-051. Inmiddels hebben de eilanden in de Mediterranean Islands Award de code MIS-018.